# 馬場孝幸
馬場 孝幸（ばば たかゆき、1949年10月8日 - 2023年12月11日）は、 日本のシンガーソングライター・作曲家。

## 近況
2005年～、秋葉原にて、アコースティック・ライブハウス「Live Garage 秋田犬」を経営。他、2013年8月7日に東京都墨田区本所1丁目にミニFM局「ぷちFM897すみだリヴァー」を開局、運営していた。
「Live Garage 秋田犬」は2023年1月31日に閉店。それと共に「ぷちFM897すみだリヴァー」も閉局している。

旧「Live Garage 秋田犬」跡地には2023年より「Live garage..秋田犬（ドットドットあきたいぬ）」という店舗がオープンしている。
これは本人の意向を受けて、旧「Live Garage 秋田犬」の店長がオーナーとなり運営を行っている後継別店舗である。

## 死去
前述の「ぷちFM897すみだリヴァー」公式Facebookにて、代理人より肺癌にて2023年12月11日の午前4時25分に永眠したことが明らかになった。

## ディスコグラフィー
特記以外、レーベル・ザーリヤからの発売。
- シングル
  - 「Winding Road」　2004年9月
- アルバム
  - 「FAKE JAZZ」レーベル・Fighting Dog　1998年5月29日
  - 「You like BLUES or not? Acyually, Ilike it.」　2008年3月
  - 「Old Folks -Mind over Money- 」　2009年10月
  - 「踊り子マリーのブルースな夜」　2011年10月
  - 「I’ll Be Back Again...いつかは」　2013年10月
  - 「Thinkbackward」　2016年10月

## 主な提供曲
※ 特に記載のないものは作曲のみ
- 哀川翔
  - 「君に逢いたい」共作詞・作曲
  - 「ヘイbaby 開けな!」作詞・作曲
  - 「泡沫」作詞・作曲
  - 「時のまろうど」作詞・作曲
  - 「のらいぬ」作詞・作曲
  - 「長い旅」
  - 「白紙の地図」作詞・作曲
  - 「GONG」作詞・作曲
  - 「オンボロの話」作詞・作曲
  - 「遊び人サムの教え」作詞・作曲
  - 「I‘M AUTOMOBIL」作詞・作曲
  - 「ガラスの破片」共作詞・作曲
- 秋庭豊とアローナイツ
  - 「北の女」作詞・作曲
- Wink
  - 「素敵にHappy Birthday」
- 大西結花
  - 「半抗期」
- 沖田浩之
  - 「冬のライオン」
- 酒井法子
  - 「夢より愛して」
- 桜田淳子
  - 「まわれ私の恋よ」
  - 「さよならジェット・プレイン」
- 島田奈美
  - 「LONDON CITY NIGHT」
  - 「ダイエット・ラプソディ」
- 太川陽介
  - 「電話」
  - 「もっと君らしく」
  - 「春ですね」
  - 「惜別」
  - 「この汽車に乗れば」
  - 「時の旅人」
- 竹本孝之
  - 「とっておきの君」
- 田中久美
  - 「少女の中の悪魔（デビル）」
- 時任三郎
  - 「ほろ苦い夜」
  - 「夜を蹴飛ばして」
  - 「裸足の天使」作詞・作曲
  - 「ゆっくりMY LIFE」作詞・作曲
  - 「証」
  - 「PLANET」
  - 「PARADOX」作詞・作曲（NHK「名古屋お金物語2」主題歌）
  - 「愛してるよ」
  - 「ラ・ダ・デイ」作詞
- 中山美穂
  - 「あいつ」
  - 「ガラスの雨」
  - 「蒼ざめたペンダント」
  - 「HEART BREAK」
  - 「ストリート・ファンタジー」
- 永井真理子
  - 「ガリレオによろしく」
  - 「TIME」
- 早見優
  - 「ダーリン今をせめないで」
  - 「MONDAY SHUTDOWN」
  - 「His Rain」
- パンプキン
  - 「太陽のハレーション」
- ビートたけし
  - 「Dime」
  - 「I'll be back again…いつかは」（BABA名義）
- 宮里久美
  - 「抱きしめてMoonlight」
  - 「アスファルトのLast Dance」

## アニメ・ゲーム楽曲
- 水谷優子「風の中を」六神合体ゴッドマーズ 十七歳の伝説
- 白鳥哲、関智一「がんばれ」 無限のリヴァイアス 編曲
- 西村智博、横山智佐、羽村京子、折笠愛「アニマル・ドゥ・ワップ」桃太郎伝説 PEACH LEGEND
- 小森まなみ「ピーチボーイ・ブギウギ」桃太郎伝説 PEACH LEGEND
- 渡辺久美子「誰がために金は成る！」桃太郎伝説 PEACH LEGEND
- 子安武人「Paint it Black」天空戦記シュラト
- 西村智博「Lonely Blood」鎧伝サムライトルーパー
- 竹村拓、中村大樹「Cool Moon」鎧伝サムライトルーパー
- DYNAMITE SHIGE「LONG SILENCE」機動警察パトレイバー
- 徳垣とも子 with HOLD ME隊「炎のゴー・ファイト」、「炎の闘球部応援歌」炎の闘球児 ドッジ弾平
- 水木一郎「夢のボール」炎の闘球児 ドッジ弾平
- 関俊彦「SHOOTIN' THE DESTINY」炎の闘球児 ドッジ弾平
- TARAKO「Endless Call」短編映画シーキャットOP（編曲）
- TARAKO・子門真人「愛を消さないで」短編映画シーキャットED（編曲）

## ラジオ
- 馬場孝幸のマンデーミュージック～やっぱ生が一番～（葛飾エフエム放送）
- Mr.Bのリヴァーな気分（ぷちFM897すみだリヴァー）